# Pula, Madžarska
Pula je vas na Madžarskem, ki upravno spada pod podregijo Veszprémi Županije Veszprém.